# Sci alpino ai I Giochi olimpici giovanili invernali
Lo sci alpino è una delle quindici discipline che andranno in scena ai I Giochi olimpici giovanili invernali di Innsbruck in Austria che si sono tenute sulla Patscherkofel a Igls dal 14 al 21 gennaio 2012. Le gare in programma sono nove: supergigante, slalom gigante, slalom speciale e supercombinata sia ragazzi che ragazze e slalom parallelo misto.

## Calendario
| Ragazzi | Supergigante | Supercombinata |  |                            |                | Slalom gigante |                 | Slalom speciale | 4 |
| Ragazze | Supergigante | Supercombinata |  |                            | Slalom gigante |                | Slalom speciale |                 | 4 |
| Misti   |              |                |  | Slalom parallelo a squadre |                |                |                 |                 | 1 |
| Totale  | 2            | 2              |  | 1                          | 1              | 1              | 1               | 1               | 9 |

## Podi

### Ragazzi
| Evento                     | Oro                     | Tempo   | Argento                      | Tempo   | Bronzo                     | Tempo   |
| Supergigante (dettagli)    | Adam Lamhamedi Marocco  | 1'04"45 | Fredrik Bauer Svezia         | 1'04"57 | Joan Verdú Andorra         | 1'04"65 |
| Slalom gigante (dettagli)  | Marco Schwarz Austria   | 1'51"70 | Hannes Zingerle Italia       | 1'52"10 | Sandro Simonet Svizzera    | 1'52"33 |
| Slalom speciale (dettagli) | Sandro Simonet Svizzera | 1'18"36 | Dries Van den Broecke Belgio | 1'20"26 | Mathias Elmar Graf Austria | 1'20"35 |
| Supercombinata (dettagli)  | Marco Schwarz Austria   | 1'40"45 | Miha Hrobat Slovenia         | 1'41"12 | Sandro Simonet Svizzera    | 1'41"45 |

### Ragazze
| Evento                     | Oro                         | Tempo   | Argento                         | Tempo   | Bronzo                        | Tempo   |
| Supergigante (dettagli)    | Estelle Alphand Francia     | 1'05"78 | Nora Grieg Christensen Norvegia | 1'05"79 | Christina Ager Austria        | 1'06"06 |
| Slalom gigante (dettagli)  | Clara Direz Francia         | 1'56"13 | Estelle Alphand Francia         | 1'56"34 | Jasmina Suter Svizzera        | 1'56"45 |
| Slalom speciale (dettagli) | Petra Vlhová Slovacchia     | 1'19"76 | Roni Remme Canada               | 1'21"25 | Ekaterina Tkačenko Russia     | 1'21"62 |
| Supercombinata (dettagli)  | Magdalena Fjällström Svezia | 1'40"82 | Estelle Alphand Francia         | 1'41"41 | Adriana Jelínková Paesi Bassi | 1'42"21 |

### Misti
| Evento                                | Oro                                                                          | Argento                                                                            | Bronzo                                                          |
| Slalom parallelo a squadre (dettagli) | Austria Martina Rettenwender Marco Schwarz Christina Ager Mathias Elmar Graf | Norvegia Nora Grieg Christensen Martin Fjeldberg Mina Fürst Holtmann Marcus Monsen | Francia Estelle Alphand Victor Schuller Clara Direz Leny Herpin |

## Medagliere
| Posizione | Paese       |   |   |   | Totale |
| --------- | ----------- | - | - | - | ------ |
| 1         | Austria     | 3 | 0 | 2 | 5      |
| 2         | Francia     | 2 | 2 | 1 | 5      |
| 3         | Svezia      | 1 | 1 | 0 | 2      |
| 4         | Svizzera    | 1 | 0 | 3 | 4      |
| 5         | Marocco     | 1 | 0 | 0 | 1      |
| 5         | Slovacchia  | 1 | 0 | 0 | 1      |
| 7         | Norvegia    | 0 | 2 | 0 | 2      |
| 8         | Belgio      | 0 | 1 | 0 | 1      |
| 8         | Canada      | 0 | 1 | 0 | 1      |
| 8         | Italia      | 0 | 1 | 0 | 1      |
| 8         | Slovenia    | 0 | 1 | 0 | 1      |
| 12        | Andorra     | 0 | 0 | 1 | 1      |
| 12        | Paesi Bassi | 0 | 0 | 1 | 1      |
| 12        | Russia      | 0 | 0 | 1 | 1      |
| Totale    | Totale      | 9 | 9 | 9 | 27     |

## Sistema di qualificazione
Sono stati ammessi a partecipare gli atleti nati negli anni 1995 e 1996. Il numero massimo di atleti previsto per ogni federazione è di due ragazzi e due ragazze. Solo le nazioni che nel precedente campionato del mondo juniores si sono classificate ai primi sette posti del Trofeo Marc Hodler, oltre all'Austria quale paese ospitante, hanno il diritto di portare il numero massimo previsto di quattro partecipanti; tutte le altre nazioni che hanno conquistato punti nel citato trofeo hanno l'opportunità di schierare un solo ragazzo e una sola ragazza.
I posti rimasti disponibili sono stati quindi distribuiti dalla FIS nella misura massima di uno per i ragazzi e uno per le ragazze per tutte quelle nazioni che non si fossero qualificate secondo il precedente criterio.
Nell'ambito dei posti ottenuti secondo il sistema sopradescritto ogni comitato nazionale decide autonomamente i nominativi degli atleti che disputeranno le gare in programma, con l'unica prescrizione che gli stessi debbono aver ottenuto punti FIS.
Inizialmente la quota prevista di atleti per lo sci alpino era di 115 partecipanti, ma la Federazione Internazionale si è riservata la possibilità di riallocarli tenendo conto anche delle altre quote previste per gli sport disciplinati dalla federazione stessa e presenti a questa prima edizione dei Giochi olimpici giovanili, e cioè sci di fondo, combinata nordica, salto con gli sci, snowboard e freestyle. Le quote aggiornate sono state pubblicate il 21 dicembre 2011.
| Federazioni nazionali | Ragazzi | Ragazze | Totale |
| --------------------- | ------- | ------- | ------ |
| Andorra               | 1       | 1       | 2      |
| Argentina             | 1       | 1       | 2      |
| Australia             | 1       | 1       | 2      |
| Austria               | 2       | 2       | 4      |
| Belgio                | 1       |         | 1      |
| Bielorussia           |         | 1       | 1      |
| Bosnia ed Erzegovina  | 1       | 1       | 2      |
| Brasile               | 1       | 1       | 2      |
| Bulgaria              | 1       | 1       | 2      |
| Canada                | 2       | 2       | 4      |
| Cile                  | 1       | 1       | 2      |
| Cipro                 | 1       |         | 1      |
| Corea del Sud         | 1       | 1       | 2      |
| Croazia               | 1       | 1       | 2      |
| Danimarca             | 1       | 1       | 2      |
| Eritrea               | 1       |         | 1      |
| Estonia               | 1       | 1       | 2      |
| Filippine             | 1       |         | 1      |
| Finlandia             | 1       | 1       | 2      |
| Francia               | 2       | 2       | 4      |
| Georgia               | 1       | 1       | 2      |
| Germania              | 2       | 2       | 4      |
| Giappone              | 1       | 1       | 2      |
| Grecia                | 1       | 1       | 2      |
| India                 |         | 1       | 1      |
| Iran                  | 1       | 1       | 2      |
| Irlanda               |         | 1       | 1      |
| Islanda               | 1       | 1       | 2      |
| Isole Cayman          | 1       |         | 1      |
| Italia                | 2       | 2       | 4      |
| Kazakistan            | 1       | 1       | 2      |
| Lettonia              | 1       | 1       | 2      |
| Libano                | 1       | 1       | 2      |
| Liechtenstein         | 1       |         | 1      |
| Lituania              | 1       | 1       | 2      |
| Lussemburgo           |         | 1       | 1      |
| Macedonia             | 1       |         | 1      |
| Marocco               | 1       |         | 1      |
| Monaco                | 1       |         | 1      |
| Montenegro            |         | 1       | 1      |
| Nepal                 | 1       |         | 1      |
| Norvegia              | 2       | 2       | 4      |
| Nuova Zelanda         | 1       | 1       | 2      |
| Paesi Bassi           | 1       | 1       | 2      |
| Perù                  |         | 1       | 1      |
| Polonia               | 1       | 1       | 2      |
| Regno Unito           | 1       | 1       | 2      |
| Rep. Ceca             | 1       | 1       | 2      |
| Romania               | 1       |         | 1      |
| Russia                | 1       | 1       | 2      |
| San Marino            | 1       |         | 1      |
| Serbia                | 1       |         | 1      |
| Slovacchia            | 1       | 1       | 2      |
| Slovenia              | 2       | 2       | 4      |
| Spagna                | 1       | 1       | 2      |
| Stati Uniti           | 1       | 1       | 2      |
| Sudafrica             | 1       |         | 1      |
| Svezia                | 1       | 1       | 2      |
| Svizzera              | 2       | 2       | 4      |
| Taipei cinese         | 1       |         | 1      |
| Turchia               | 1       | 1       | 2      |
| Ucraina               | 1       | 1       | 2      |
| Ungheria              | 1       | 1       | 2      |
| Uzbekistan            | 1       |         | 1      |
| Totale atleti         | 66      | 56      | 122    |
| Totale Federazioni    | 58      | 48      | 64     |